# Сейсмічність Ватикану
Сейсмічність Ватикану — характеризується відносно слабкою інтенсивністю.

## Загальна характеристика
Держава-місто Ватикан, одна з європейських мікродержав, що розташована на Ватиканському пагорбі в західно-центральній частині Риму (Італія). Загальновідомо, що Апенніни сформувалися внаслідок зіткнення Африканської та Євразійської тектонічних плит. Цей процес відбувається й досі, що і призводить до ризику виникнення досить частих землетрусів. Крім того, зі сходу «тисне» невелика адріатична тектонічна плита. З часом, внаслідок цих процесів на межах тектонічних плит акумулюється колосальна кількість енергії, і в якийсь момент стається землетрус. Проблем додають і поштовхи в басейні Тірренського моря. Така «вибухова» комбінація процесів перетворює цю територію на сейсмічно активну зону.
Епіцентри численних, але слабких землетрусів лежать переважно вздовж узбережжя Тірренського моря та дещо поблизу території Ватикану.

## Землетруси у минулі століття
З 1900 року, за даними сейсмоспостережень ресурсу Volcano Discovery, у Ватикані відбувалося відносно мало землетрусів. За останні 54 роки, у середньому за рік, у цій місцевості відбулося близько 54 землетрусів:
- магнітудою 4,0 або вище: 0,15 землетрусу на рік (або 1 землетрус кожні 6,7 року);
- магнітудою 3,0 або вище: 0,65 землетрусу на рік (або 1 землетрус кожні 1,5 року);
- магнітудою 2,0 або вище: 13,4 землетрусу на рік;
- магнітудою 1,0 або вище: 53 землетруси на рік (або 4,5 землетрусу на місяць).

Однак з 1970 року у Ватикані сталося принаймні 8 землетрусів, які мали магнітуду вище 4,0 балів (за шкалою Ріхтера), що своєю чергою дозволяє припустити, що більш сильні землетруси такої сили відбуваються нечасто, ймовірно, в середньому приблизно кожні 5-10 років.

## Землетруси XXI століття

### 2023
1 січня 2023 року, о 15:07 (Europe/Rome GMT+2), в Італії стався відчутний (за шкалою інтенсивності МSK-64) землетрус магнітудою 3,3 балів (за шкалою Ріхтера). Епіцентр землетрусу знаходився за 26 км від Ватикану та за 22 км від Риму (Лаціо). Гіпоцентр землетрусу залягав на невеликій глибині (9,1 км), тому підземні поштовхи відчувалися тільки деякими людьми поблизу епіцентру.